# Орта Оба
Орта Оба (на гръцки: Μεσόκαμπος, Месокамбос, катаревуса: Μεσόκαμπον, Месокамбон, до 1926 година Ορτά Ομπά, Орта Оба) е село в Република Гърция, в дем Лерин (Флорина), област Западна Македония.

## География
Селото е на 20 километра североизточно от демовия център Лерин (Флорина) на 16 километра североизточно от Долно Клещино (Като Клинес) в северния край на Леринското поле близо до границата със Северна Македония.

## История

### В Османската империя
В османски данъчни регистри на немюсюлманското население от вилаета Филорине от 1626 - 1627 година селото е отбелязано като Орта ова с 68 джизие ханета (домакинства).
В началото на XX век Орта Оба е чисто турско село в Леринска каза. Според статистиката на Васил Кънчов („Македония. Етнография и статистика“) в 1900 година в селото има 250 жители турци.
На Етнографската карта на Битолския вилает на Картографския институт в София от 1901 година Орта Оба е чисто турско село в Леринската каза на Битолския санджак с 50 къщи.

### В Гърция
През Балканската война в 1912 година в селото влизат гръцки части и след Междусъюзническата в 1913 година селото остава в Гърция. Турското му население се изселва и на негово място са заселени гърци бежанци. Боривое Милоевич пише в 1921 година („Южна Македония“), че Ортоба има 60 къщи турци. В 1926 година селото е прекръстено на Месокамбос. В 1928 година Орта Оба е представено като смесено местно-бежанско с 35 бежански семейства и 131 жители общо.
| Име                            | Име      | Ново име           | Ново име            | Описание                   |
| ------------------------------ | -------- | ------------------ | ------------------- | -------------------------- |
| Ярдере                         | Γιάρδαρι | Атанасиади Георгиу | Άθανασιάδη Γεωργίου |                            |
| Рахманлийска река или Рахманли | Ραχμαλί  | Месокамбитико Рема | Μεσοκαμπίτικο Ρέμα  | река на И от Рахманли      |
| Чардако                        | Τσάρδακο | Каливия            | Καλύβια             | местност на СИ от Рахманли |

### Преброявания
- 1913 – души
- 1920 – души
- 1928 – 131 души
- 1940 – души
- 1951 – 312 души
- 1961 – 322 души
- 1971 – 237 души
- 1981 – 211 души
- 1901 – 193 души
- 2001 – 133 души
- 2011 – 67 души